# Khayal Gatha
Pour plus de détails, voir Fiche technique et Distribution.
Khayal Gatha est un film indien, produit et réalisé par Kumar Shahani, sorti en 1989.

## Fiche technique
Sauf indication contraire, les informations mentionnées dans cette section peuvent être confirmées par la base de données cinématographiques IMDb,  présente dans la section « Liens externes ».
- Titre : Khayal Gatha
- Titre international : The Saga of Khayal
- Réalisation : Kumar Shahani
- Scénario : Kumar Shahani
- Photographie : K. K. Mahajan
- Société de distribution : National Film Development Corporation
- Pays d'origine :  Inde
- Langue originale : hindi
- Format : couleurs - 2,35:1 - 35 mm - DTS / Dolby Digital
- Genre : drame, musical
- Durée : 103 minutes (1 h 43)
- Date de sortie : 1989

## Distribution
- Mangal Dhillon : Baaz Bahadur
- Rajat Kapoor : étudiant en musique
- Mita Vasisht : Rani Rupmati

## Autour du film
- Le film traite du khyal qui est un style de musique indienne.